# Ciceu-Mihăiești
Ciceu-Mihăiești è un comune della Romania di 1392 abitanti, ubicato nel distretto di Bistrița-Năsăud, nella regione storica della Transilvania.
Il comune è formato dall'unione di 3 villaggi: Ciceu-Corabia, Ciceu-Mihăiești, Lelești.